# Simon Joel Arnheim

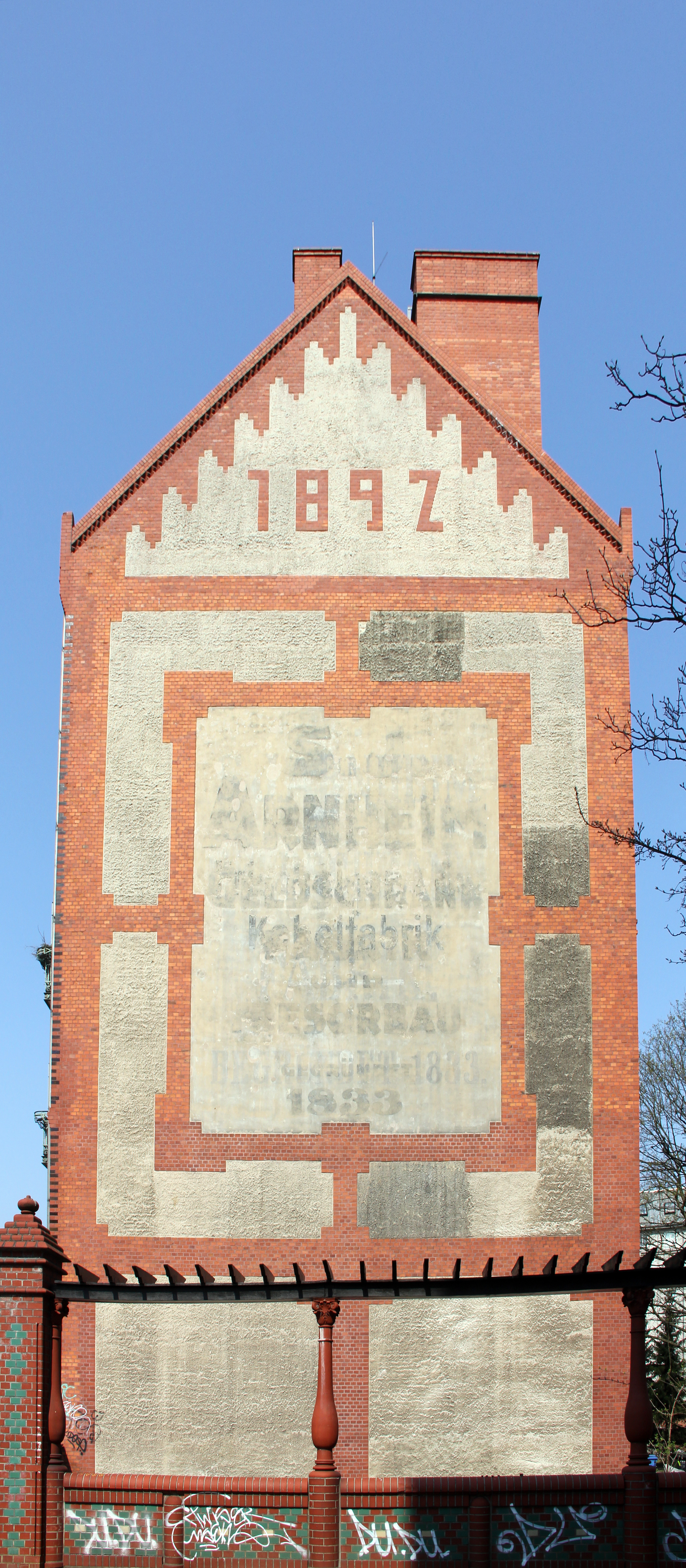
Tresorfabrik S. J. Arnheim, Badstraße 40–41, in Berlin-Gesundbrunnen

Simon Joel Arnheim (* April 1802 in Margonin; † 13. Juli 1875 in Berlin) gründete 1833 in Berlin die Tresorfabrik S. J. Arnheim als erste Tresorfabrik in Deutschland.

## Leben und Familie
Arnheim war jüdischen Glaubens. Er erhielt in Berlin eine Ausbildung zum Schlosser, anschließend in Wien und Paris zum Kunstschlosser. Am 27. Mai 1834 heiratete er Johanna Hannchen (1807–1864), die Tochter von Kallmann Samuel Weyl. 1852 wurde Arnheim Mitglied in der jüdischen wohltätigen Gesellschaft der Freunde.
Sein Sohn Carl Arnheim (1851–1905) war mit Dorothea (auch Doris oder Dorottya sowie Sara) geb. Pappenheim (1881–1942) verheiratet. Aus dieser Ehe gingen die Söhne Siegmund und Felix Arnheim hervor. Nach Carl Arnheims Tod 1905 wurden seine Witwe und die Söhne Eigentümer der Firma.
Simon Joel Arnheim starb 1875 im Alter von 73 Jahren in Berlin. Beigesetzt wurde er auf dem Jüdischen Friedhof Schönhauser Allee. Das Grab ist erhalten.

## Unternehmen
Die Gründung des Unternehmens 1833 belegt die Tätigkeit Arnheims als Mechanikus in der Friedrichstraße 39, ab 1835 als J. S. Arnheim, Mechanikus und Schlosser und ab 1842 mit Mechanikus und Hofkunstschlosser. Mit dem Jahre 1848 ist er als königlicher Hofschlosser und Fabrikant sowie als Eigentümer des Wohn- und Geschäftshauses in der Rosenthaler Straße 36 nachgewiesen.
Das Unternehmen befand sich ab ca. 1849 und für 1874 dokumentiert auf dem Grundstück des im Jahre 1781 für den Hofrat L. Kartzig errichteten Mietshaus Rosenthaler Straße 36. und wurde kurz vor der Jahrhundertwende an die Badstraße verlagert. 1860 produzierten ca. 120 Mitarbeiter um die 300 Tresore jährlich. Die Firma S.J. Arnheim fusionierte später mit der Firma Ade Tresorbau, zu Ade-Arnheim.

## Späteres Schicksal von Unternehmen und Familie
1938 wurde das jüdische Unternehmen arisiert und die Liegenschaften zwangsversteigert. An der Badstraße 40/41 beschäftigte die Kabelfabrik Frischeisen & Co während des Krieges Zwangsarbeiterinnen. Produziert wurden u. a. abgeschirmte Antennenkabel, Erdungsschalter und Einzelteile für Verlegungen im Antennenbau.
Die verbliebenen Fabrikgebäude an der Badstraße werden seit 1985 als Bildhauerwerkstatt Pankehallen genutzt.
Die Schwiegertochter Dorothea Arnheim wurde am 23. September 1942 aus dem Haus Schwäbische Straße 7 nach Theresienstadt deportiert und verstarb dort am 1. November 1942.

## Arnheim in der zeitgenössischen Ausdrucksweise

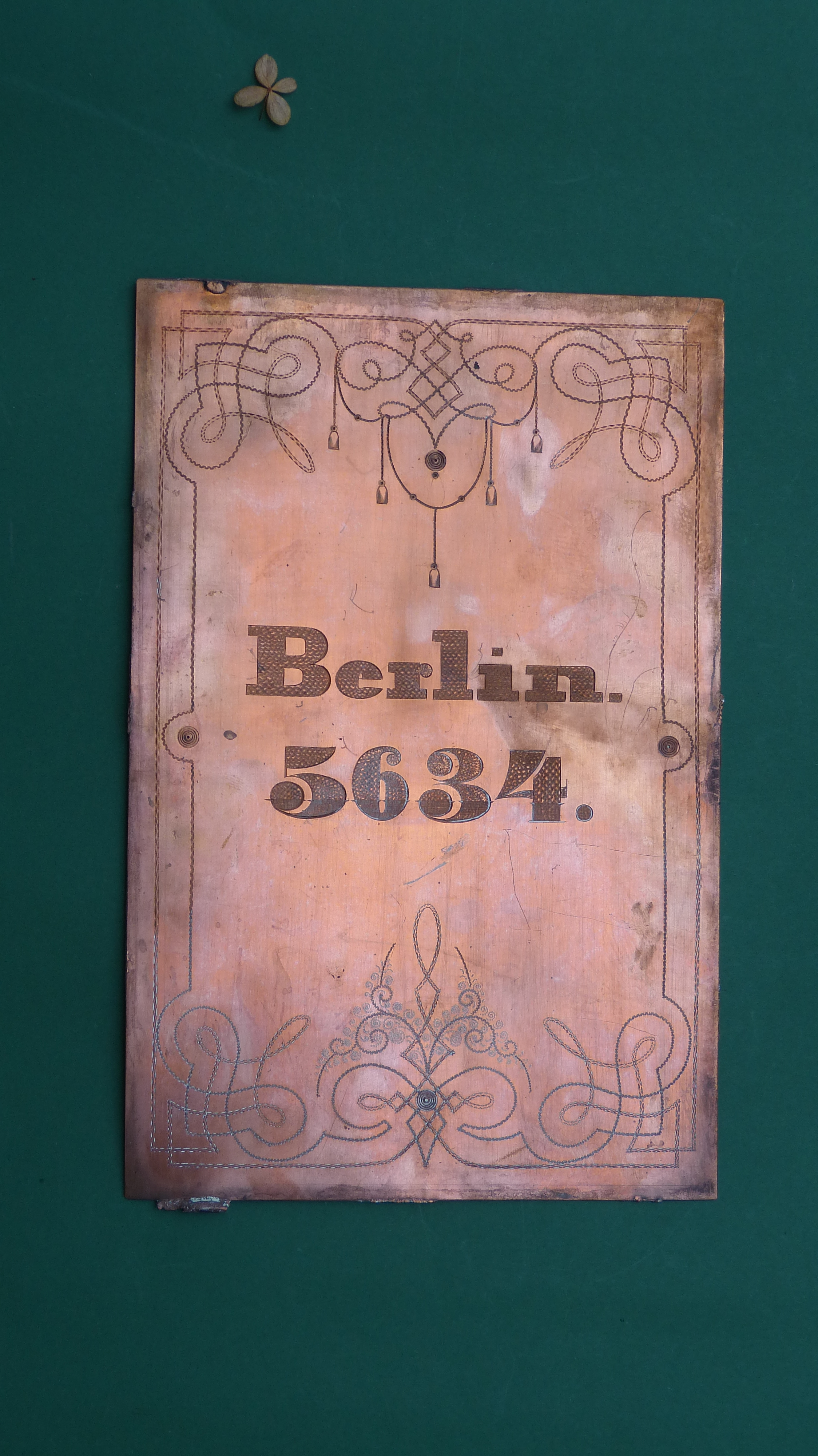
Herstellerschild (Messing).

Im Roman Mathilde Möhring, der von Theodor Fontane zuletzt im Frühjahr 1896 überarbeitet wurde, steht die Firma mit den Bezeichnungen „Arnheimische Schränke“ und „Arnheimische Spinde“ als Synonym für Tresore.
Der Ausdruck Arnheimische Schränke findet sich auch bei Carl von Gersdorff in seinem Schreiben vom 10. Dezember 1875 an Friedrich Nietzsche.

## Auftraggeber oder Standorte
- Giacomo Meyerbeer[16]
- Diskontobank am Wittenbergplatz (Kleiststraße 23), Berlin – Einbruch der Brüder Sass 1929
- 1900: Tiroler Sparkasse in Innsbruck[17]
- 1935: Eiserne Kassa mit Tresor[18]
- 1940: Zweiteilige Panzerkassa in der Villa Trebitsch[19]

## Ausstellungen
- 1862 Weltausstellung London 1862, Deutscher Zollverein
- 1865 Internationale Landwirtschaftliche Ausstellung in Cöln
- 1867 Pariser Weltausstellung

## Auszeichnungen
- 1913: Internationalen Baufach-Ausstellung in Leipzig – Königlich Sächsische Staatspreis